# Mosaïque chrétienne
 (septembre 2009).
Améliorez-le ou discutez des points à vérifier. 
La mosaïque chrétienne est l'utilisation de manière continue dans les bâtiments consacrés à des cultes chrétiens, ainsi que dans des lieux privés, de la technique déjà ancienne de la mosaïque.

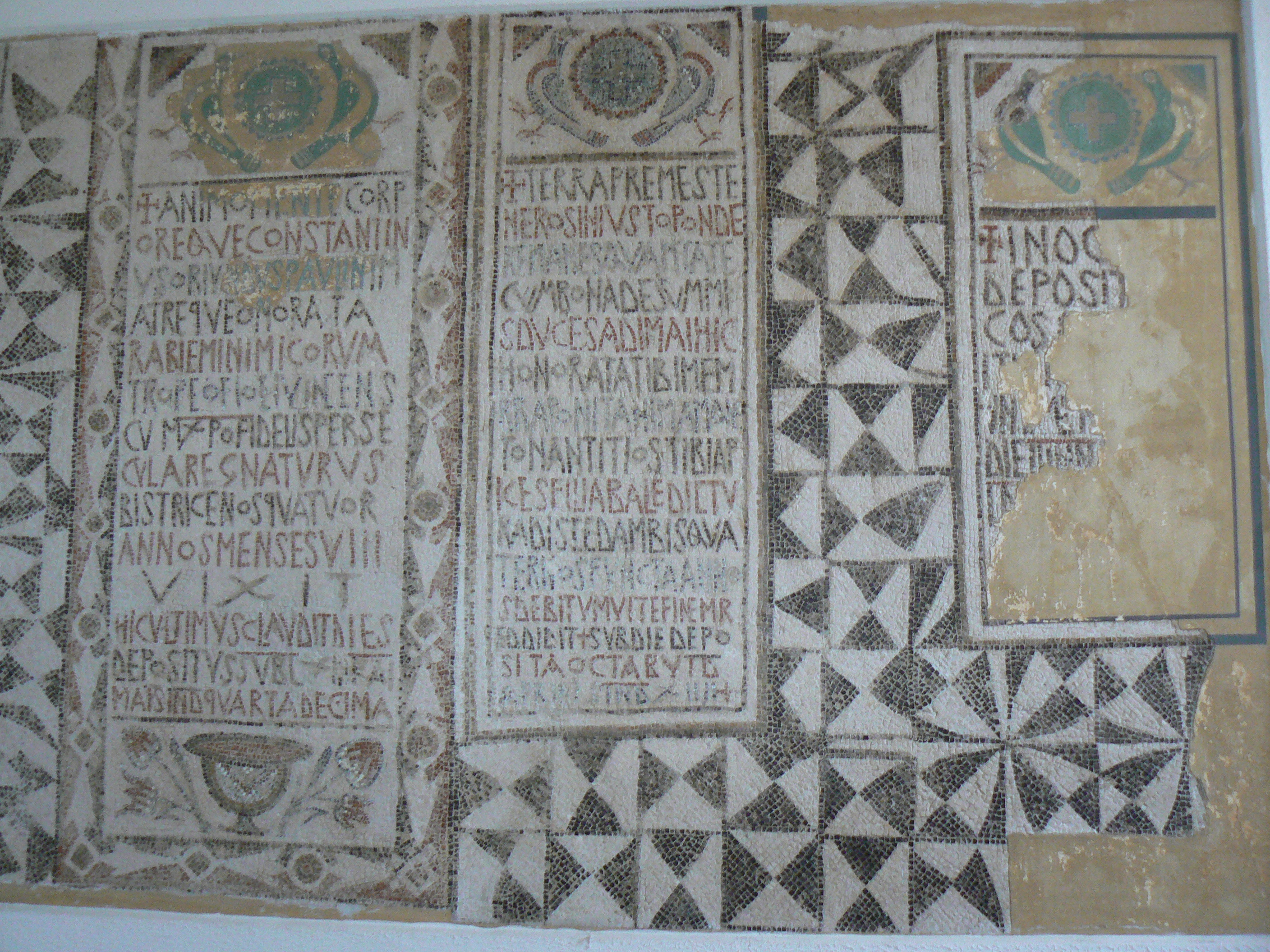
Mosaïques chrétiennes au musée de Makthar

## Définition
L'art de la mosaïque sert  à décorer pavements, cuves baptismales, coupoles, églises et basiliques chrétiennes.
Le pavement de la Basilique d'Aquilée comporte de très nombreux motifs, dont une belle scène de pêche avec dans  un  chrisme le nom du mosaïste, Théodore.
Les plus célèbres sont celles de la Basilique Saint-Vital de Ravenne.
L'une des mosaïques paléochrétiennes les plus anciennes se trouve dans le mausolée de Sainte-Constance, à Rome. On y trouve des motifs profanes, décoratifs, ainsi que des scènes où le Christ remet la « loi » à Pierre et Paul.
L'église Sainte-Pudentienne, à Rome, comporte également une très ancienne mosaïque absidale.
Dans le narthex de la basilique Saint-Pierre de Rome se trouve, très restaurée, une fameuse mosaïque remontant à l'Antiquité, qui ornait l'ancienne basilique : la « barque de saint Pierre » (visible près de la voûte, face à la porte centrale, en se tournant vers la place Saint-Pierre).
À Tipaza on a retrouvé une mosaïque dans la nécropole occidentale de Matarès, avec une inscription, « Pax Concordia », (Paix et Concorde) à la suite d’une fouille effectuée par Mounir Bouchenaki et une équipe d’archéologues en 1968, à l'occasion des travaux de construction du complexe touristique de Matarès.

## Sites
(ébauche)
- Albanie
  - Lin (basilique)
- Algérie
  - Tipaza
  - Djemila
  - Cherchell
  - Tébessa
  - Portus Magnus
  - Tigzirt
  - Lambèse, Tazoult
- Croatie
- France
  - Marseille
  - Mariana
- Géorgie
  - Mosaïque de Shukkuti (Gourie/Lazique) (en)
- Grèce[1]
  - Kos
  - Crète
- Israël
  - Tabgha
  - Mosaïque de Rehob (en)
  - Mozaïques zodiacales des anciennes synagogues (en)
- Italie
  - Aquilée
  - Ravenne
- Jordanie
  - Carte de Madaba
- Macédoine
  - Ohrid
- Roumanie
  - Mosaïques de Frumușeni (en) (Frumușeni, județ d'Arad)
- Tunisie[2]
  - Carthage
  - Sbeïtla
  - Catacombes de Sousse
  - Makthar

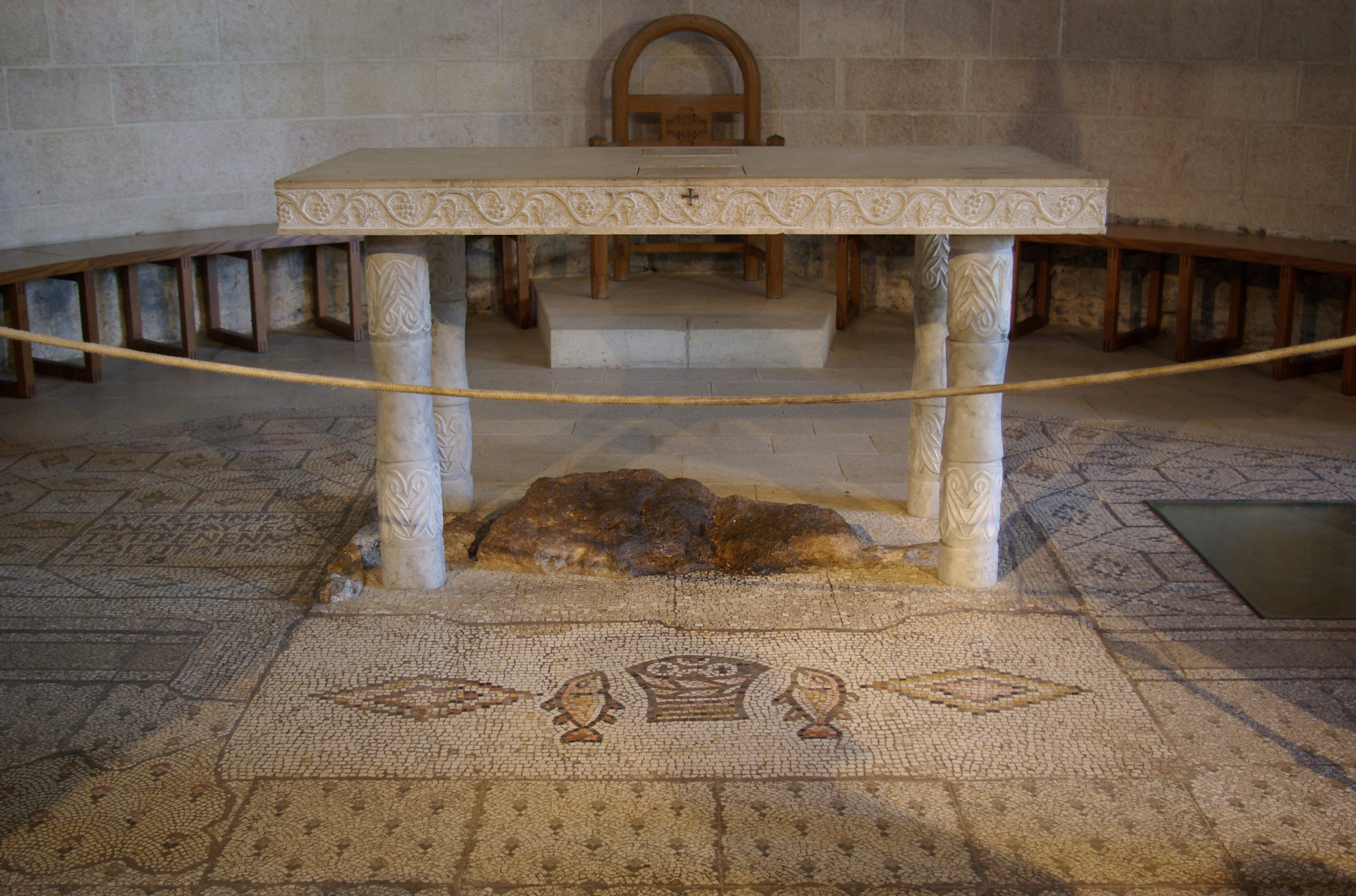
Mosaïques de la multiplicationdes pains, Tabgha
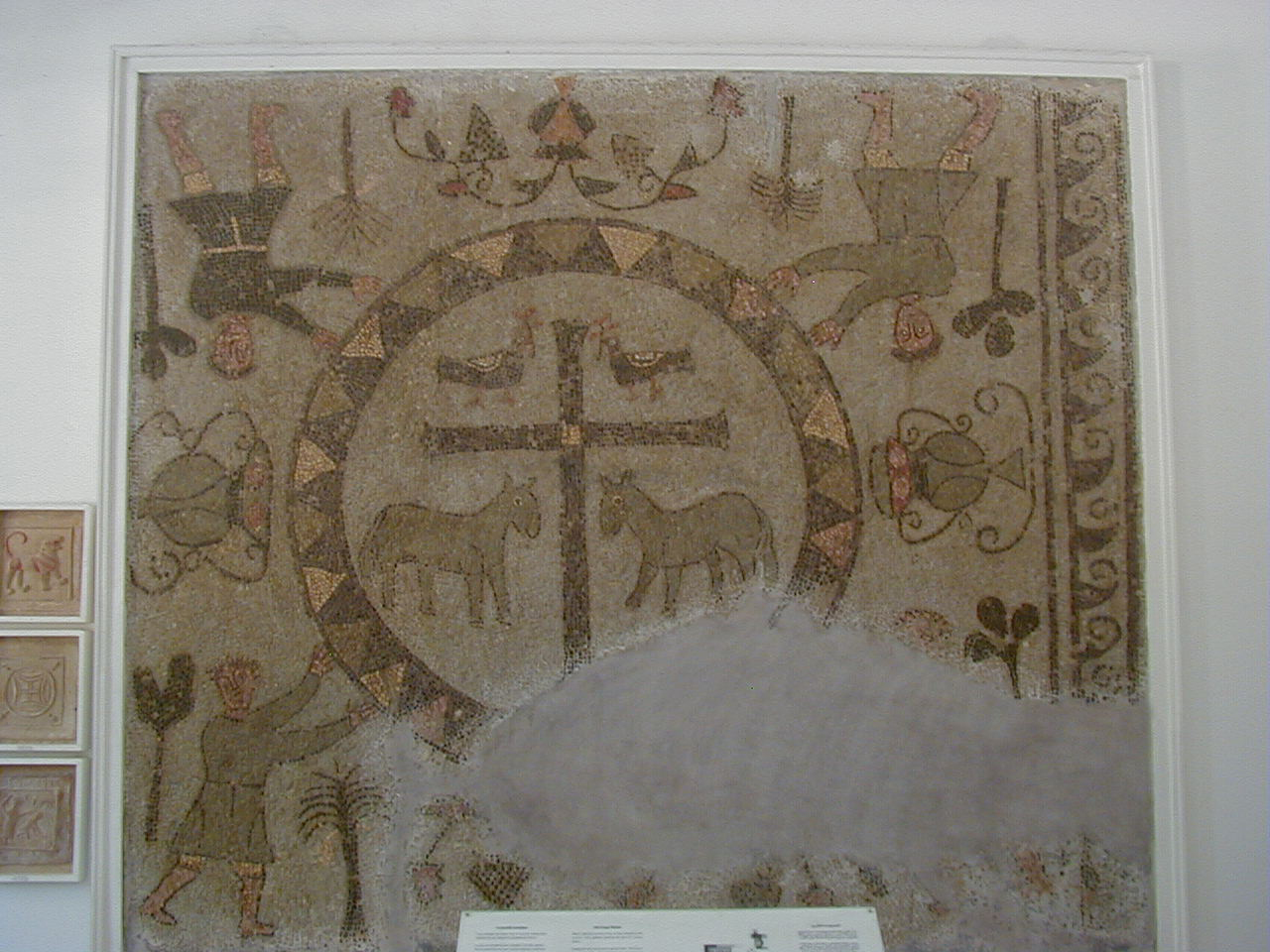
Mosaïque chrétienne des quatre évangélistes, trouvée dans la maison du vicus castrorum à Carthage
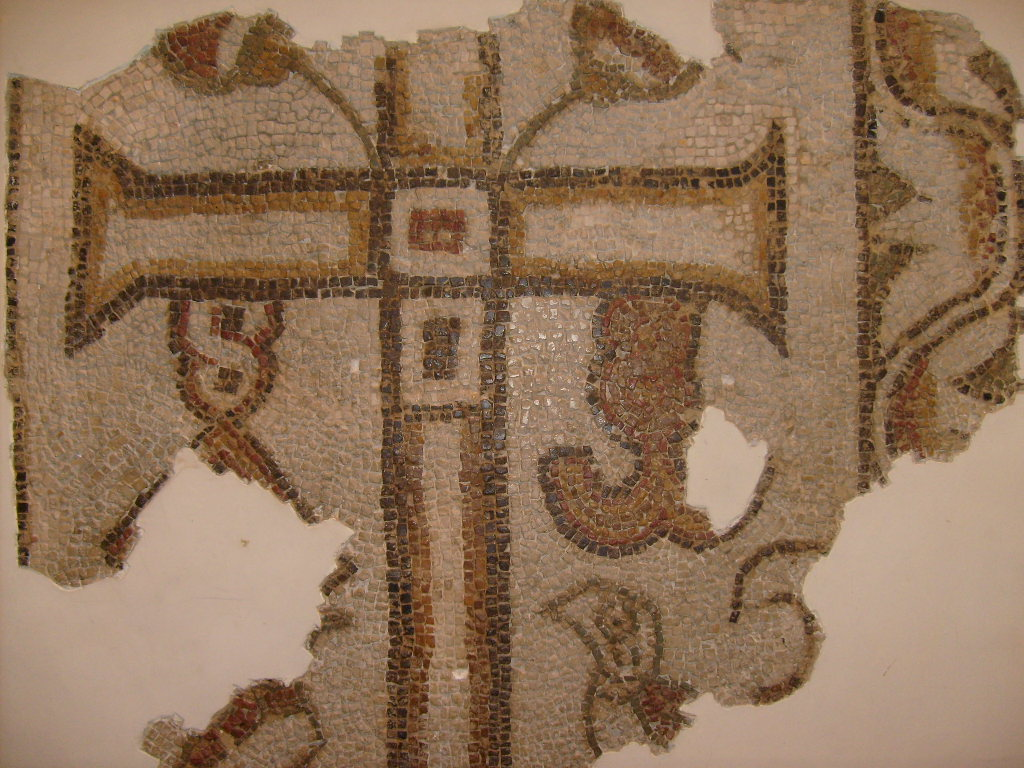
Détail d'une mosaïque représentant une croix chrétienne au musée national du Bardo (Tunisie)
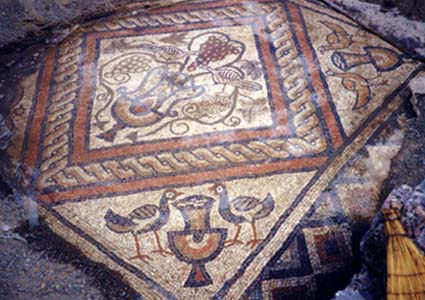
Mosaïque paléochrétienne dans la basilique de Lin.
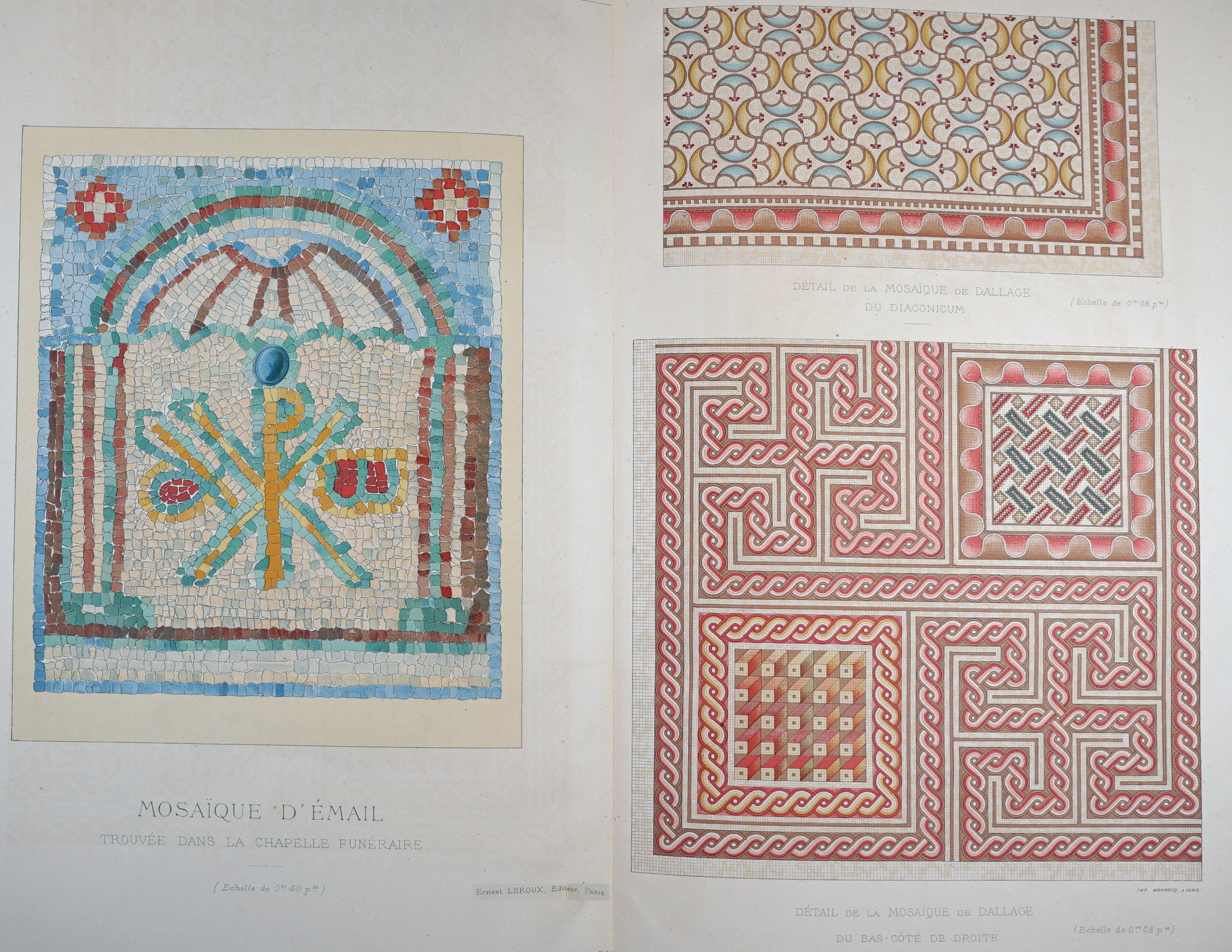
De la basilique de Tébessa.
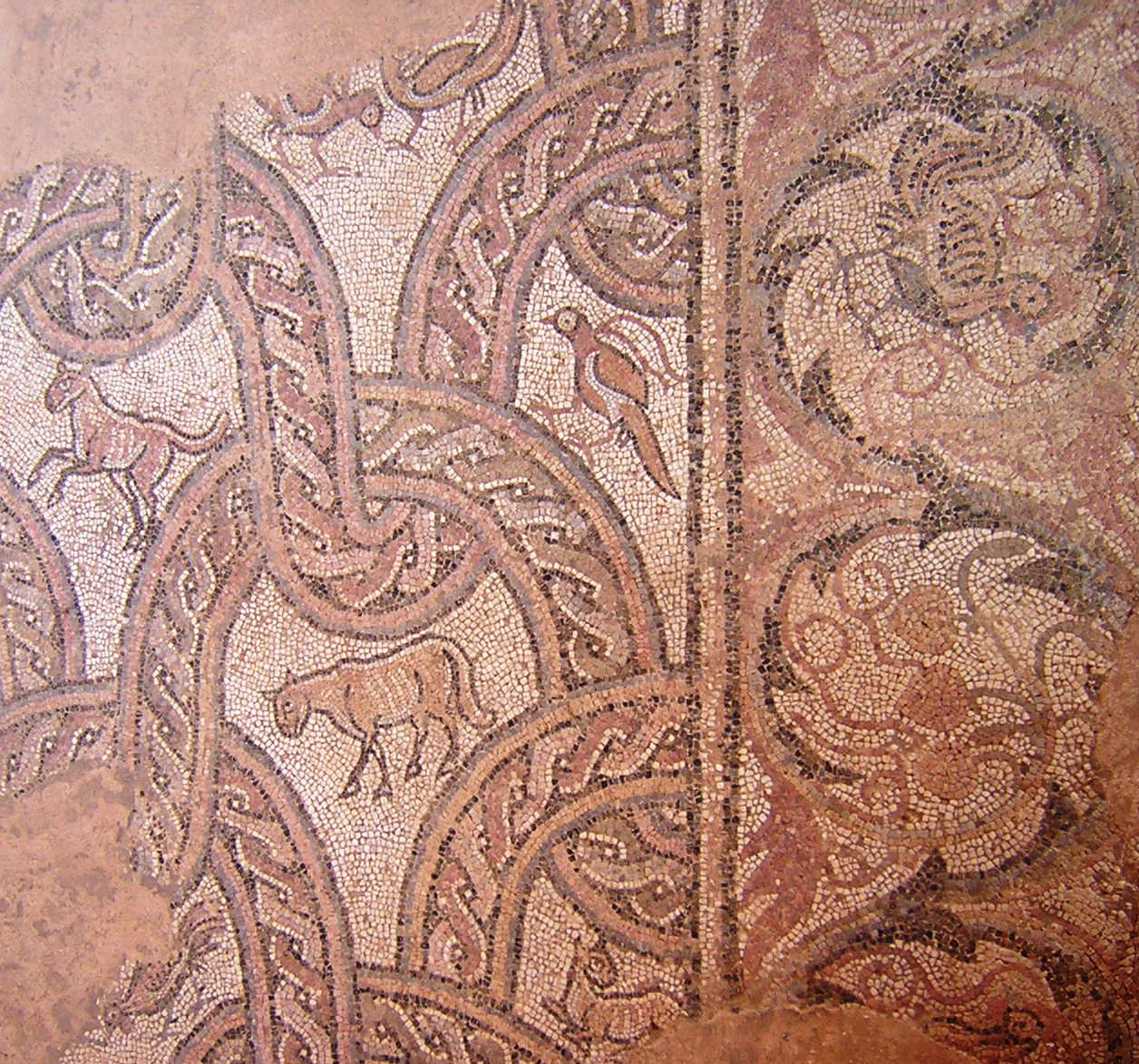
Basilique Plaoshnik, Ohrid
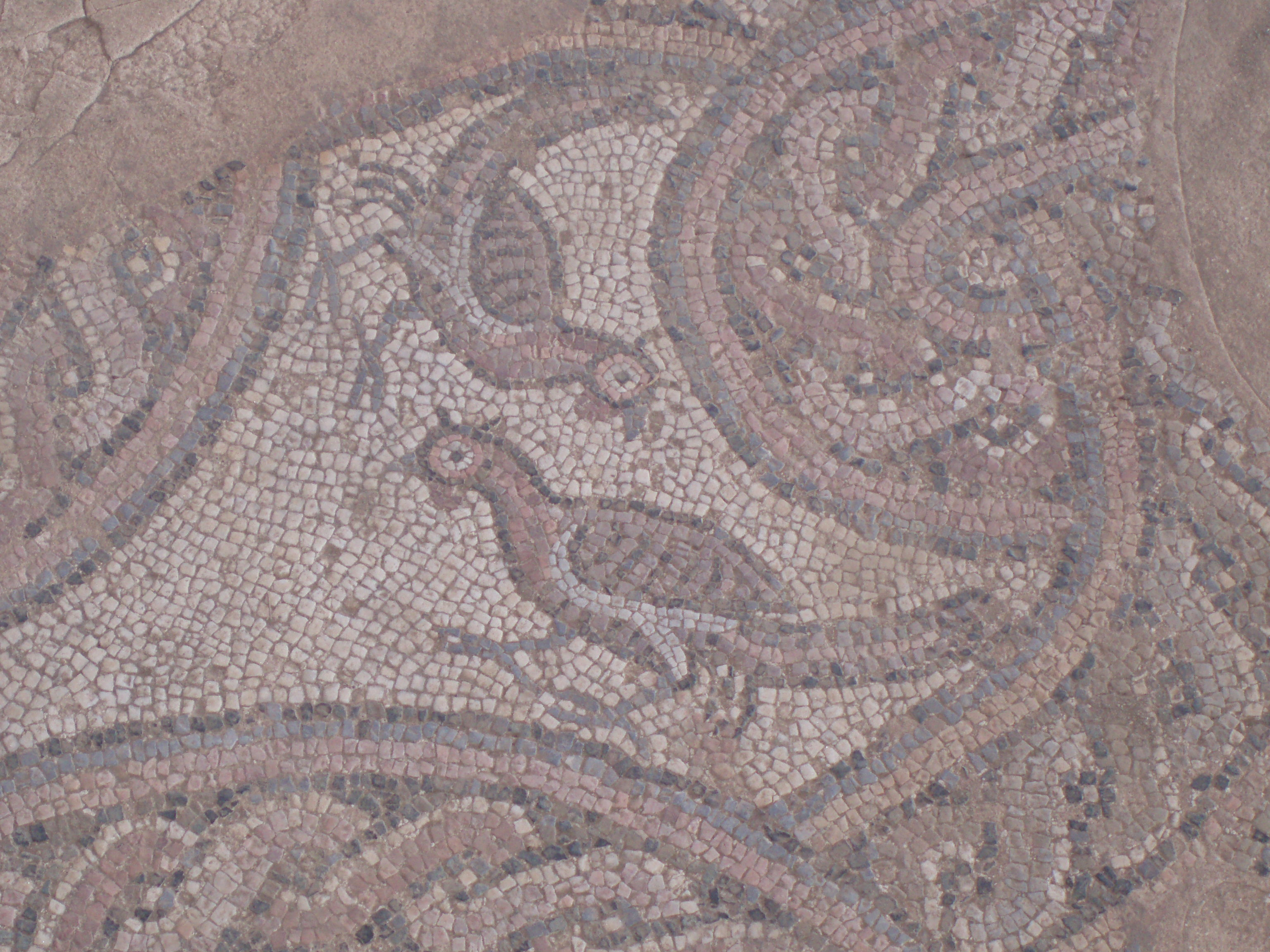
Basilique Plaoshnik, Ohrid
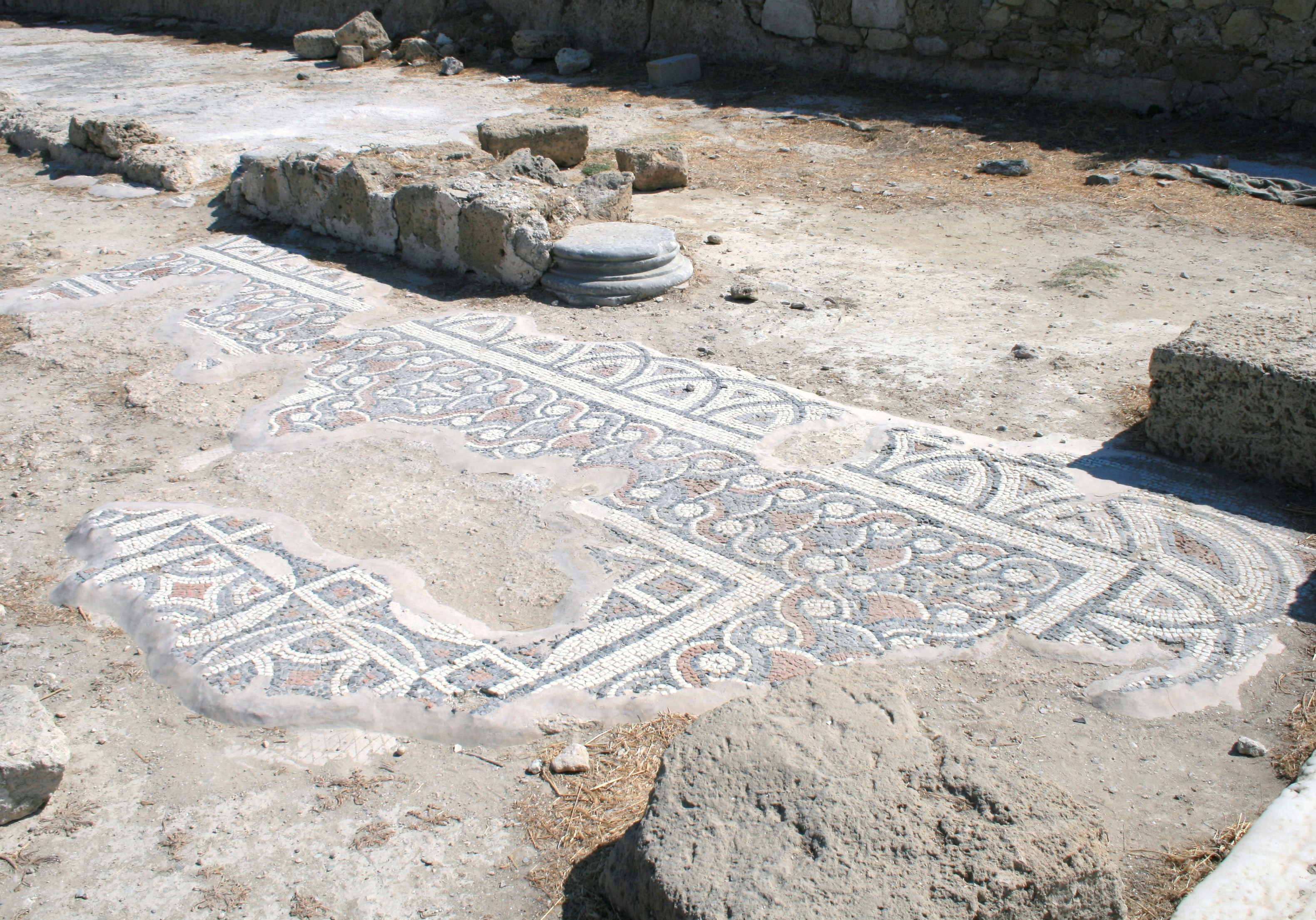
Basilique d'Hersonissos (Crète)
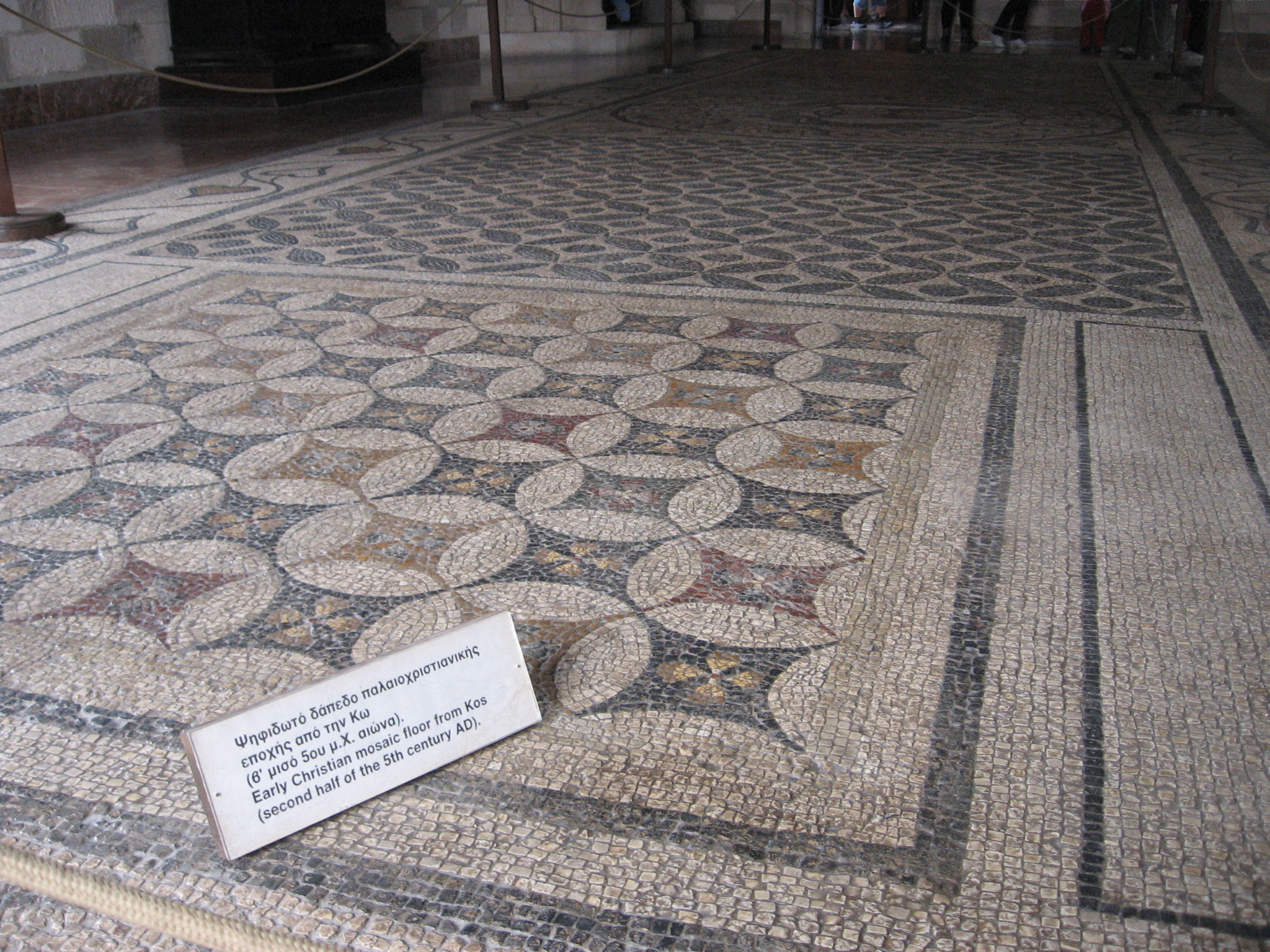
Basilique de Kos, Ve siècle
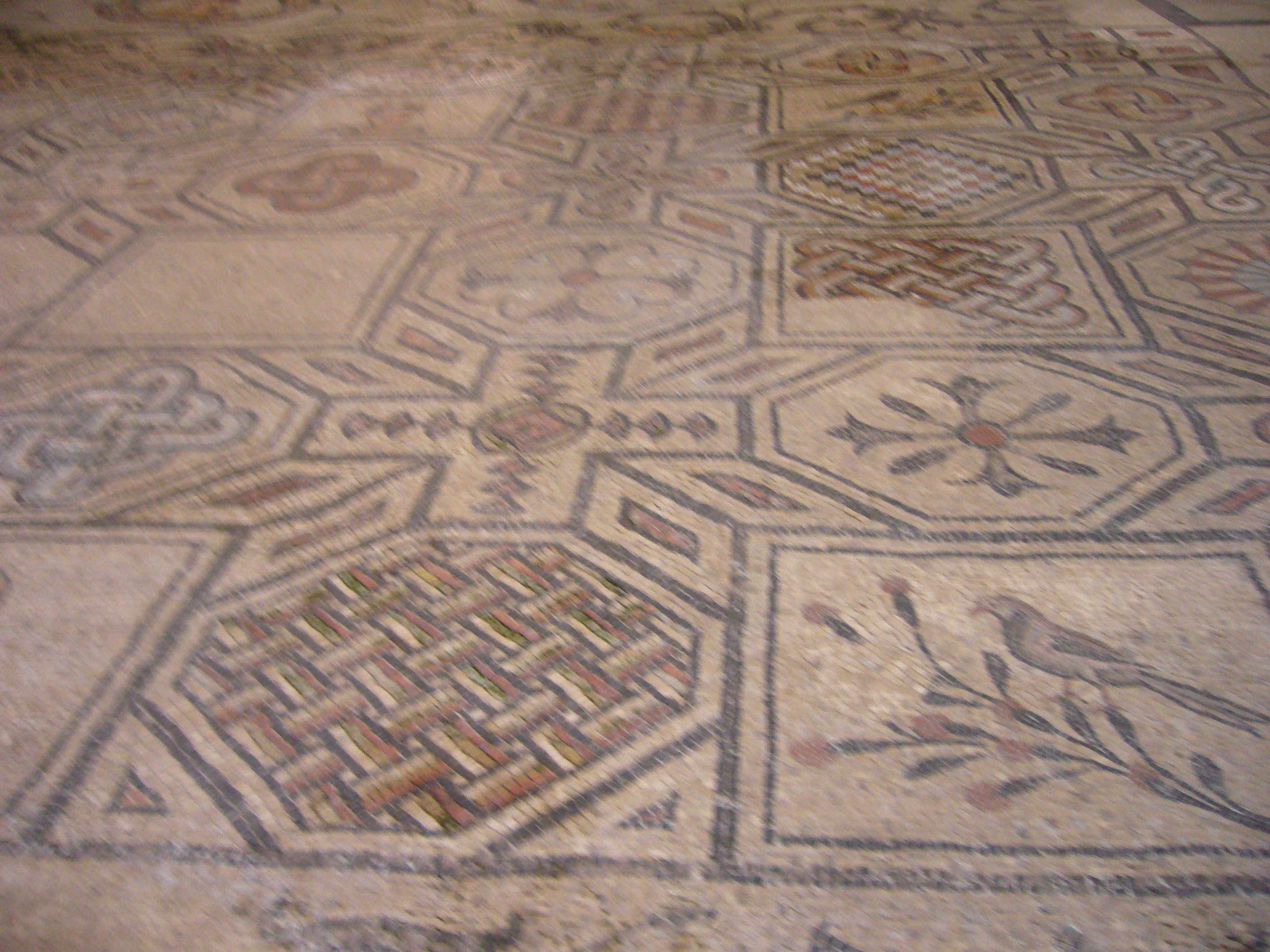
Aquilée
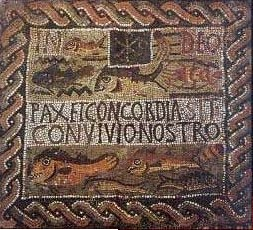
Nécropole de Tipaza (Matares).
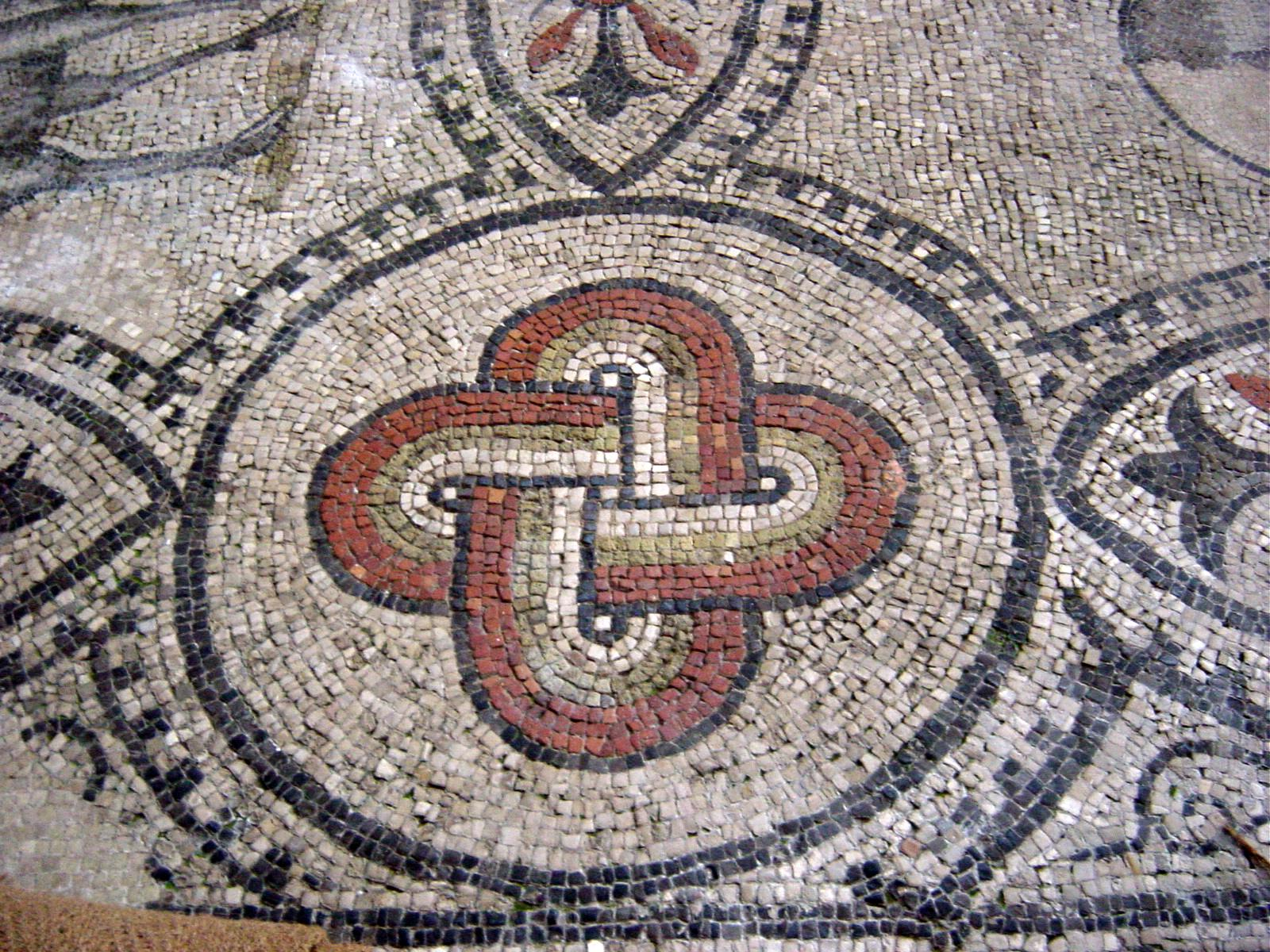
Aquilée, nœud de Salomon
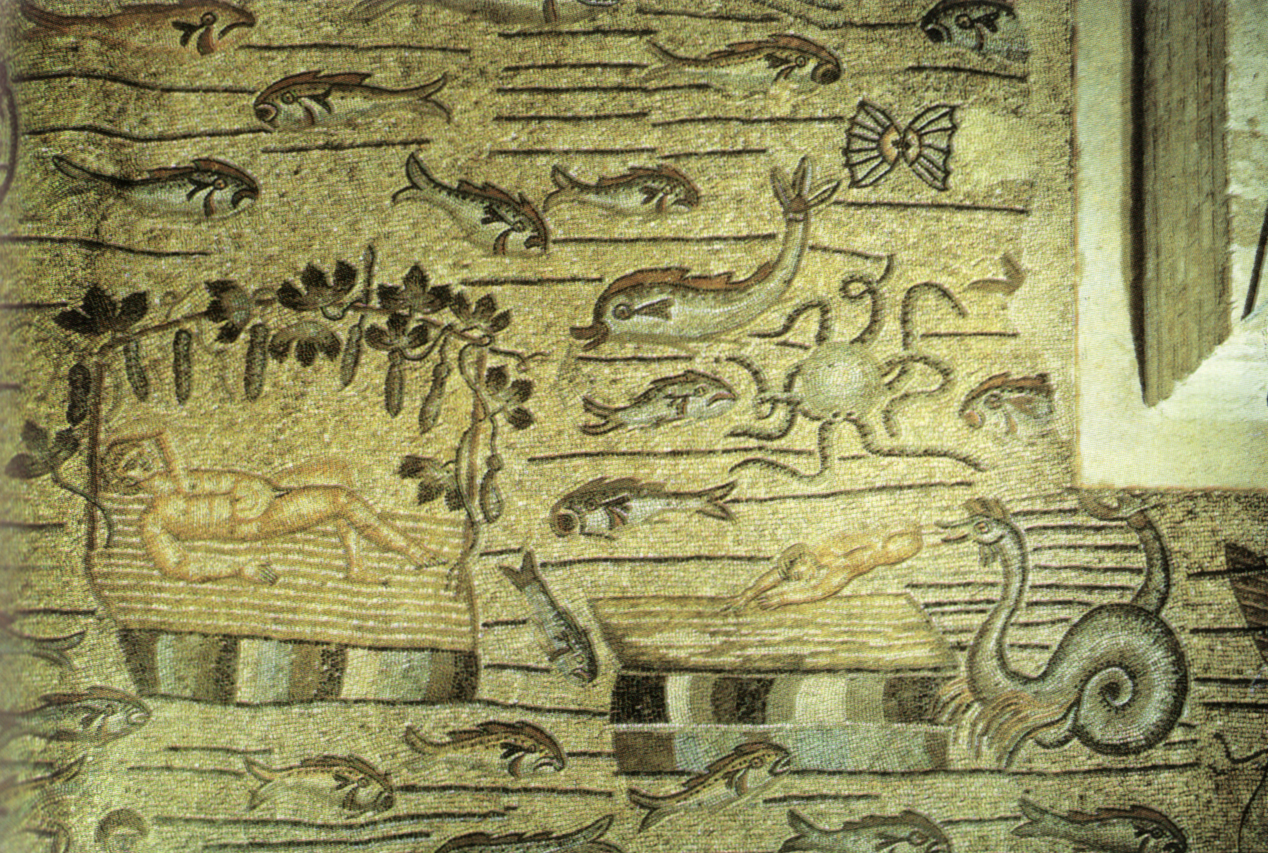
Aquilée, Jonas
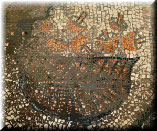
Aquilée